# 被害妄想

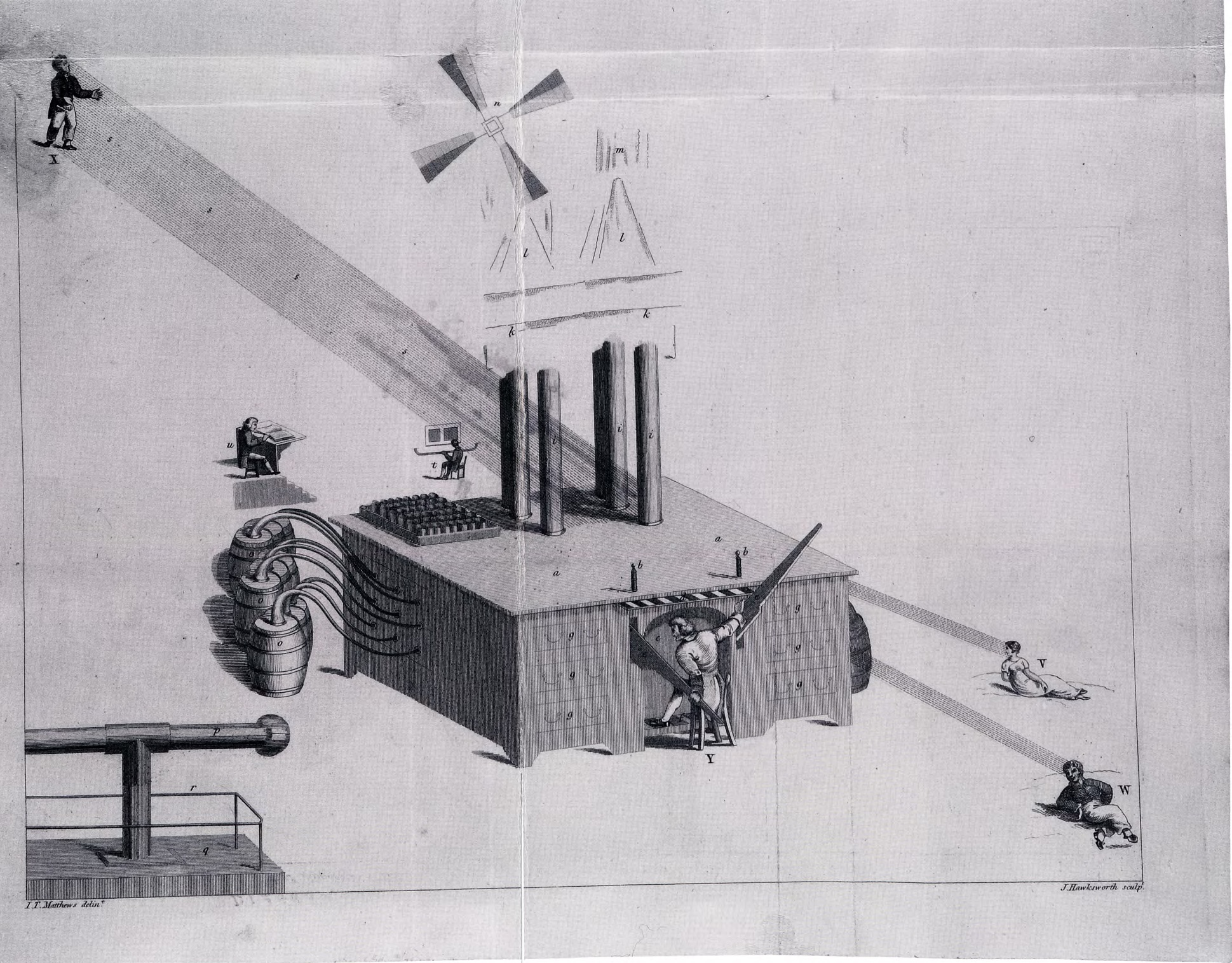
19世紀初頭、英国の商人ジェームズ・ティリー・マシューズが、「エア・ルーム」と呼ばれる装置を使って悪意ある集団が自分に対して危害を加えていると主張した内容を現したイラスト。被害妄想の一類型である。

被害妄想（ひがいもうそう、英：Persecutory delusion）とは、根拠が薄弱、または皆無にもかかわらず、自分に対して何らかの危害が加えられていると思い込む妄想の一種。
患者は、自分が個人あるいは集団の標的にされていると思い込んでいることが多い。被害妄想の内容は実に多様で、ありそうにないがあり得る内容のものから、荒唐無稽で風変わりな内容のものまで様々である。妄想は様々な心身の不調において現れるが、統合失調症などの精神疾患では一般的である。
被害妄想は、偏執病（パラノイア）の中でも深刻なタイプに属するものであり、不安症から自殺願望に至るまで、複数の合併症を引き起こす。被害妄想の症状は、恐怖のあまり家から出られなかったり、暴力を振るったりするなど、行動に現れる割合が多い。被害妄想は妄想の中では典型的な類いのものであり、男性に多く見られる。
被害妄想は、遺伝的要因と環境要因（薬物やアルコールの使用、精神的虐待の有無など）との組み合わせにより引き起こされる。治療抵抗性があり、最も一般的な治療法は、認知行動療法、抗精神病薬の投薬、重篤な場合には入院治療である。診断にはDSM-5やICD-11が使用される場合が多い。

## 症状
被害妄想は、自分が危害を受けている、もしくは受けるだろうという内容の、継続的で苦痛的な、明確な根拠のない思い込みであり、内容を反証する証拠が提示されたとしても、継続されるものである。被害妄想の症状は、統合失調症、統合失調感情障害、妄想性障害、双極性障害の躁状態におけるエピソード、精神病性うつ病、および一部のパーソナリティ障害などの精神障害でよく見られる。嫉妬妄想と並んで、男性に最も一般的なタイプの妄想であり、精神病における最も典型的な症状である。初回エピソード精神病を経験した人の70パーセント以上について、被害妄想の症状が報告されている。被害妄想は、大抵の場合、不安症、鬱病、睡眠障害、自尊心の低下、自殺願望などと併発する。被害妄想を持つ者は、全般性不安障害のそれと同じように、心配性の割合が高く、さらに心配性の度合いは妄想の継続度合いへと関連している。また、他人との不和も発生しやすくなる。
被害妄想の内容の中心は他人で、人間関係が主題となっており、その他人が自分に対して悪い働きかけをしてくる。そしてその内容は当人が大切に思っていたり、劣等感を感じていたりなど、当人の価値観や関心と関連していることが多い。
この種の妄想を持つ人の多くは、心理的幸福度において集団の下位2パーセント内に属する。妄想内における加害者が持つ架空の権力と、被害者の妄想に対する制御力とは相関関係がある。二つの要素との間の相関関係が強い人は、鬱病や不安症の割合が高くなる。都市環境においては、そのような人は、外出時にパラノイア性障害、不安、鬱の度合いが大幅に上昇し、自尊心が低下する。また、患者らの多くは非活動的な生活を送っており、その結果高血圧、糖尿病、心臓病を発症するリスクが高くなり、平均寿命が14.5年ほど短くなるとされている。
また、他の種の妄想の中でも、被害妄想の患者は自身の妄想内容に基づいて行動することによるリスクが最も高い。患者は妄想の症状によって、不安や恐怖を感じ、無視や放置をできないまま否応なくその世界に引きずり込まれてしまう。例えば、他者から危害を加えられるのではないかと恐れて外出を拒んだり、他者に対して暴力を振るったりすることがある。安全を求めた行動も頻繁に見られ、何か脅威を感じると、恐れていることが発生するのを回避しようと行動する。回避行動も頻繁に観察され、例えば、自分が危害を加えられるという可能性のある場所への進入を避けたり、外出は信頼できる人物とだけしたり、人目を避けて別のルートを選んで通ったり、通りを見回して警戒心を強めたりなどして行動する。

## 原因
被害妄想を持つ人を含む統合失調症の患者を調査した研究では、被害妄想を持つ人たちは、これらの中でも幼少期に受けた精神的虐待の度合いが著しく高いことが判明した一方、トラウマ、身体的虐待、ネグレクト、性的虐待の経験については差異は見られなかった。不安の感情は、患者の心に被害者的思考を生み出し、それを持続させる要因となる。また、脳内の化学物質の均衡の崩れ、特にアルコールや薬物の使用などによる生物学的問題も、被害妄想を引き起こす要因になり得る。遺伝的な問題もこれに影響すると考えられており、家族が統合失調症や妄想性障害を持つ場合、被害妄想を発症するリスクは高くなる。
被害妄想は、自他コントロール、つまり社会的相互作用において、個人が自己と他人との間の意思交換の解釈を行う時の問題と関連していると考えられている。この意思解釈の時における不測により、自分が自己の持つ否定的な思考や感情を他人のせいにする可能性があるのである。また、自尊心の低さによりパラノイアが発生するという理論もあり、それによれば、何らかの脅威が生じると、その人は他者を責めることにより、否定的な感情から自身を守るとされている。
このような妄想の発生・進行は、ストーカー行為、薬物の服用、いじめなどの過去の被害経験に影響を受けることがある。さらに、社会的・経済的地位の低さや、教育水準の低さ、幼少期における差別・脅威の経験、移民であることなどの特殊な要因もこれらに寄与する一因となっている。

## 治療
被害妄想の治療は難しく、治療抵抗性がある。統合失調症の治療薬は、特に陽性症状がある場合によく使用される。定型抗精神病薬、非定型抗精神病薬どちらも有効である場合が多い。これらの薬は患者が持つ妄想に対する不安や緊張感をほぐし、周囲の刺激に対して無関心になることを促し、妄想の内容を冷静に見つめ直す機会を与える。また、この種の妄想症には不安や恐怖感が伴うことが多いため、認知行動療法を利用してこれらについて取り組むことで、妄想自体の頻度が減少し、幸福度の上昇が促され、ルミネ―ションも少なくなることが判明している。ビタミンB12欠乏症患者に対しては、サプリメント投与による治療が有効な結果を示している。また、仮想現実認知療法は、患者の妄想や苦痛の軽減に有効な結果を示している。これは、仮想現実を使用して、患者を現実社会を模した空間に浸し、その中で患者に対して回避行動などを取らずに環境内を徹底的に探索するよう指示することで、患者が感じている現実世界の脅威が根拠のないものだということを示すことができるというものである。

## 診断
精神障害の診断と統計マニュアル（DSM-5）には11種類の妄想のタイプが、疾病及び関連保健問題の国際統計分類（ICD-11）には15種類の妄想のタイプが定義されており、どちらも被害妄想を含む。これらによれば、被害妄想とは、当人または当人に近しい人物が、誰かに悪意をもって扱われていると思い込む、ありふれた妄想の一つだとされている。例として、自分自身が薬物を投与されたり、偵察されたり、危害を加えられたり、嘲笑されたり、欺瞞を受けたり、陰謀に巻き込まれたり、あるいは迫害やハラスメントを受けたりしているなどといった内容の思い込みがこれにあたり、患者はこれらを他人に訴えたり、何らかの行動を起こしたり、暴力的になったりすることで自分に正義をもたらそうとすることがある。
この妄想性障害を診断する詳細な基準を定めるため、ダニエル・フリーマンとフィリッパ・ガレティは、そう診断するに足る満たさなければならない基準を2つに分けた診断表を作成した。その基準のうち一つは、当人が、現在または将来において自分に危害が生じること、もう一つはある加害者によってそれが引き起こされるということをそれぞれ信じているということである。また、妄想は当人に苦痛をもたらすことが条件としてあり、さらに、身の回りの人物に危害が加えられるというだけでは、被害妄想とは見なされない。当人は、ある加害者が自分に危害を加えようとしていると信じなければならず、例えば関係妄想は被害妄想には含まれない。